# レーニア山

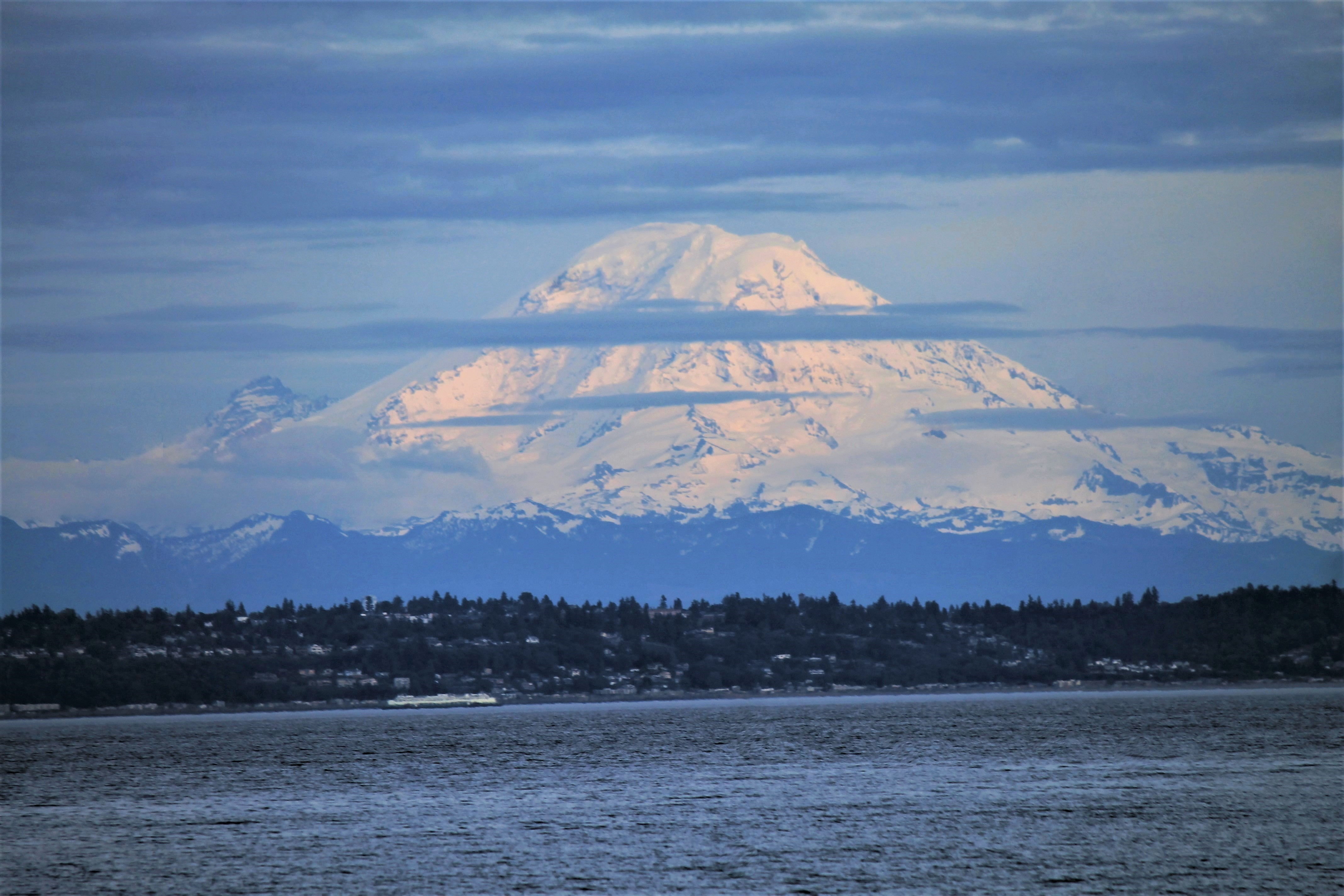
バンピング湖から見たレーニア山。眺望が富士山に見えることから「タコマ富士」と呼ばれていた。

レーニア山（レーニアさん、英語：Mount Rainier）は、アメリカ西海岸の北部ワシントン州にあり、カスケード山脈の最高峰である成層火山である。高さは4,392m。

## 名称
現地のセイリッシュ語族の言語の話者によって、Talol, Tacoma, Tahomaなどと呼ばれてきた。ひとつの仮説では、この語はピュヤラップ族の話すルシュツィード語で「水の母」を意味する[təˡqʷuʔbəʔ]に由来する。言語学者のウィリアム・ブライトは、「雪に覆われた山」を意味する[təqʷúbə]に由来しているとされる。さらに、別の仮説では、Tacomaとはルシュツィード語のTa（大きい）とKoma (Kulshan)（ベーカー山）からなり、「ベーカー山より大きい」を意味する。
ほかの現地名としては、Tahoma, Tacobeh, Pooskausなどがある。
現在の名称はイギリス海軍の艦船・ディスカヴァリーの艦長で航海士のジョージ・バンクーバーが、1792年から1794年まで北太平洋沿岸を探検航行しコロンビア川の河口から見えるカスケード山脈の高い山々に英語の名前をつけた際、彼の友人である海軍少将ピーター・レーニアの名前をつけたものである。ルイス・クラーク探検隊による1804-1806年の地図では、Mt. Regniereと記されている。
山の公式名称はレーニアと考えられているものの、セオドア・ウィンスロップの没後1862年に出版された旅行記『カヌーと鞍』(The Canoe and the Saddle)には山の名をTacomaと記しており、一時は両方の名前が区別されずに用いられていた。ただし近くのタコマの町ではタコマ山(Mt. Tacoma)の名の方が好まれていた。
なお、この地に移民した日系人たちは、「タコマ富士」と呼んでいた。
1890年、アメリカ地名委員会は山の名前がレーニアとして知られると表明した。ついで1897年に太平洋森林保護区がレーニア山森林保護区と改称され、3年後に国立公園になった。それにもかかわらず、山の名をタコマに変えようとする運動が存在し、議会は1924年まで名称変更を考えていた。
2010年、ピュヤラップ族のRobert Satiacumらは一帯の本来の名称を復活させる運動の一環としてレーニア山の名前をTi'Swaq'（彼らによると「ティースワーク」のように発音し、「天をこするもの」を意味する）に変えるように要求した。
第48回スーパーボウルに先立ち、ワシントン州上院は2014年1月31日からスーパーボウルの後の2014年2月3日の夜半まで、一時的に名称をシアトル・シーホークス山に改称した。これはコロラド州知事ジョン・ヒッケンルーパーがコロラド州の53の山の名前をデンバー・ブロンコスのメンバー53人の名前に変えたのに対抗したものである。
2015年にアラスカ州のマッキンリー山がデナリに改称されると、レーニア山の名前に関する議論も激しさを増した。

## 地形と地史

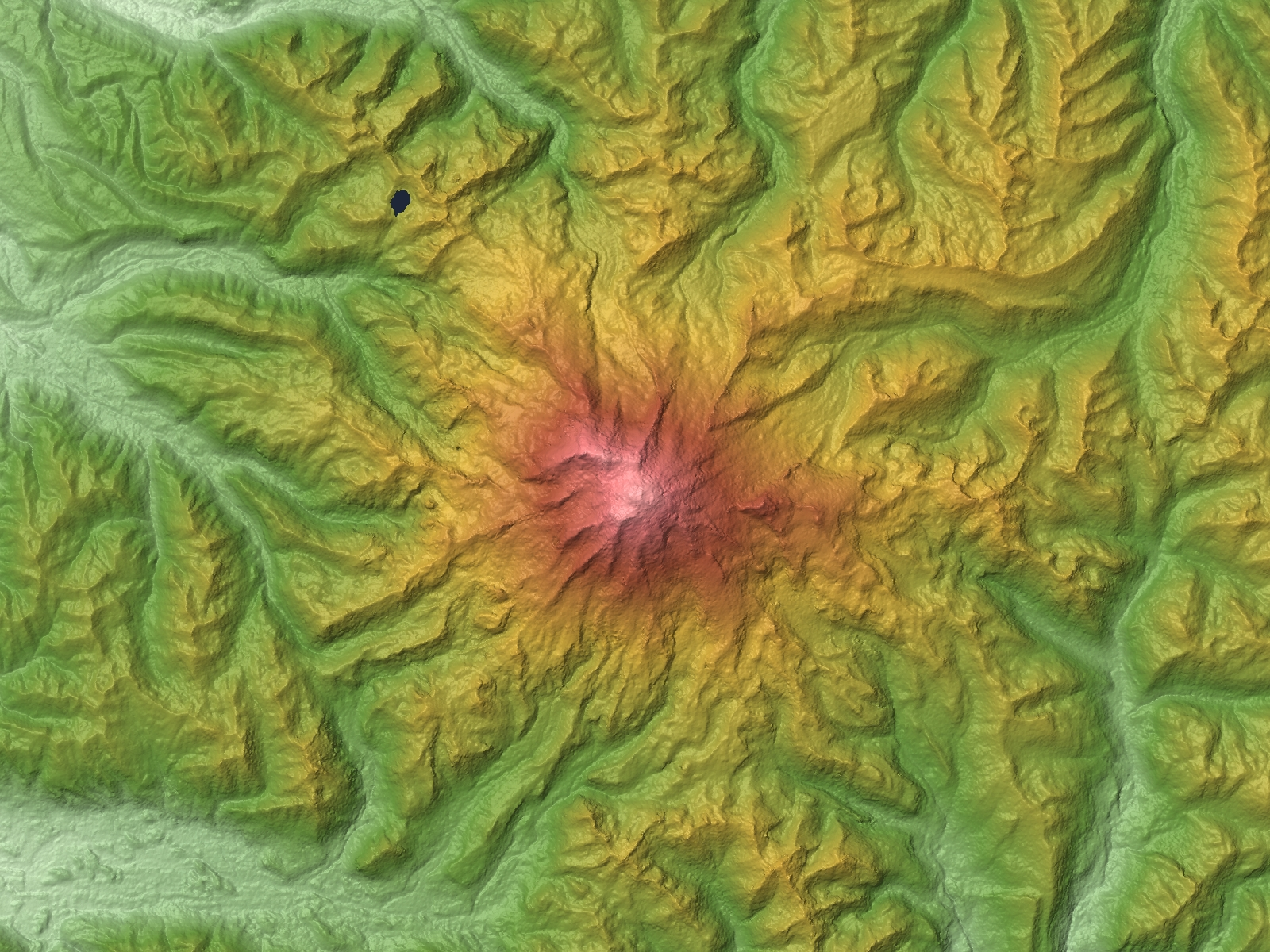
地形図

安山岩が主体で、山体には26の氷河がある。裾野からはホワイト川、カーボン川、ピュアラップ川、ニスカリ川、カウリッツ川などの河川が流れ出し、ピュージェット湾の湾奥から太平洋に注ぐ。
最も古い溶岩は約50万年前のものである。一番新しい記録に残る噴火は1820年から1854年までの間のものであるが、多くの人々が19世紀後半にも火山活動を目撃している。
噴火の履歴については、1800年代、2200年前、4000年前、5000年前、5500年前、6000年前、6500年前、9000年前に、軽石噴火が生じており、この中では2200年前が最も厚い堆積物を残している。

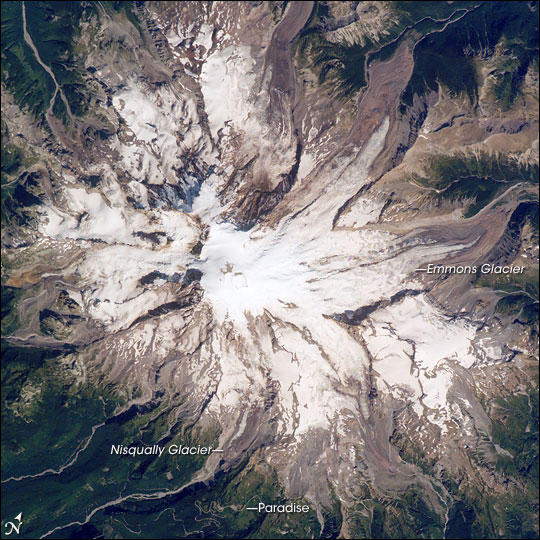
ISSから

大規模崩壊は過去6,000年間に少なくとも3回発生している。約2,600年前と推定される大規模崩壊により、2億m3以上の山体が崩壊したとされている。大規模な泥流も、紀元前8000年頃からの1万年間に約60回起きている。タコマを始めとする多くの都市がそうした過去の泥流による堆積物の上に位置している。
カスケード山脈の火山の中ではセント・ヘレンズ火山に次いで地震回数が多い。21世紀初頭の時点では噴火の危機は切迫してはいないが、地質学者らはいつか再び噴火すると考えている。噴火の際にはラハール（火山灰による泥流・土石流）や火砕流の発生が危険視されている。
1998年からはアメリカ地質調査所がラハールの予測研究を始め、ピュアラップ川やタコマ市を襲う恐れのある土石流に対するハザードマップや避難計画が作られている。

## 登山
登頂は難易度が高い。標高1,800m以上は氷河に覆われ、山頂に着くまでに2 - 3日かかり、天候悪化などの要因により登頂に失敗する場合も少なくないとされる。多くの登山者の命を奪ってきた山であるが、山周辺のトレッキングやハイキングは快適であり人気がある。周囲の森林地帯は1899年に全米で5番目となる「レーニア山国立公園」に指定され保護されており、園内には、当山を一周する全長150kmの「ワンダーランド・トレイル」がある。道は高低差があり険しいが、年に5,000人が一周を成し遂げる。当然、一部だけを歩く者は大勢いる。またクロスカントリースキーやスノーシューなどウィンタースポーツにもよい場所である。

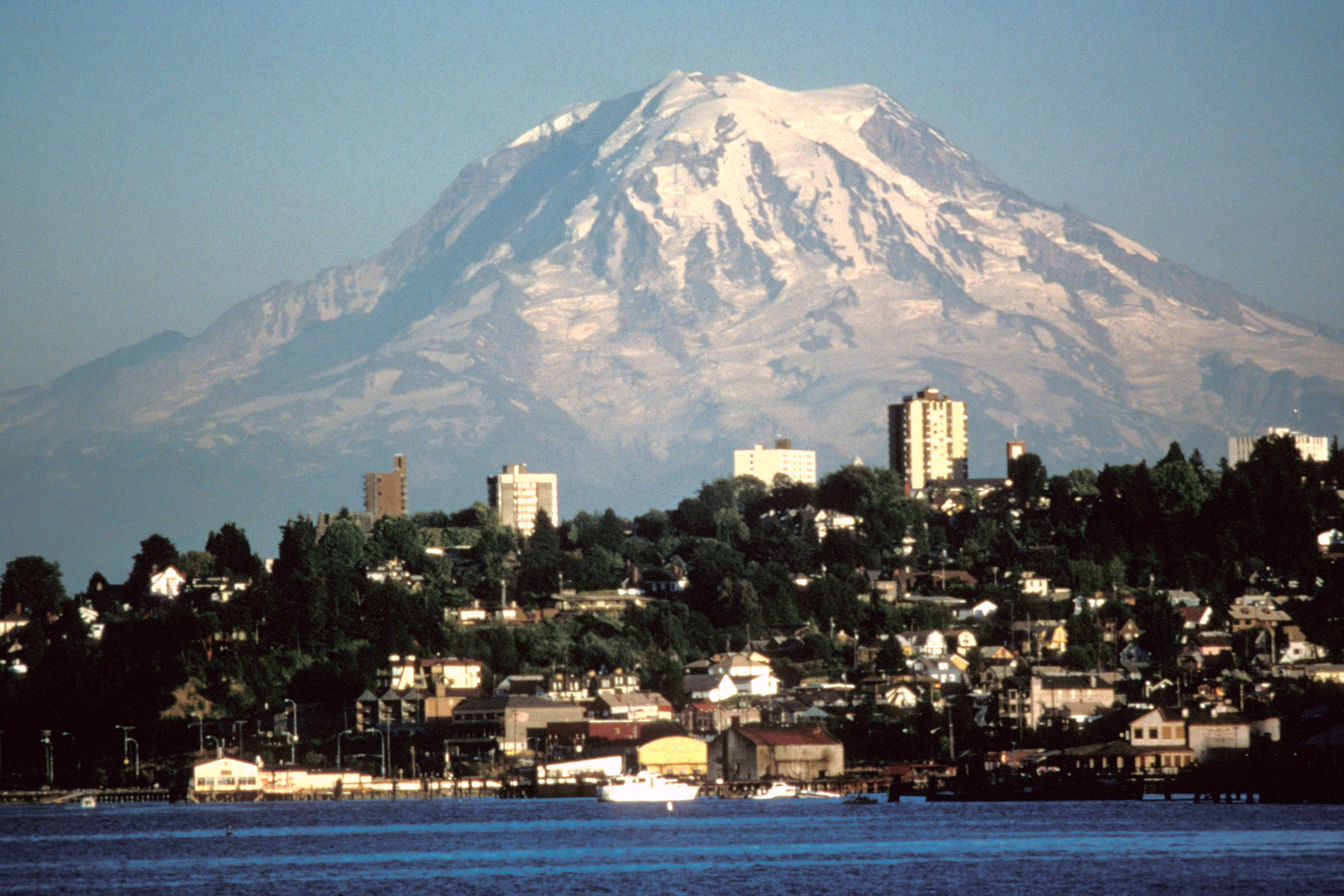
タコマ市沖から
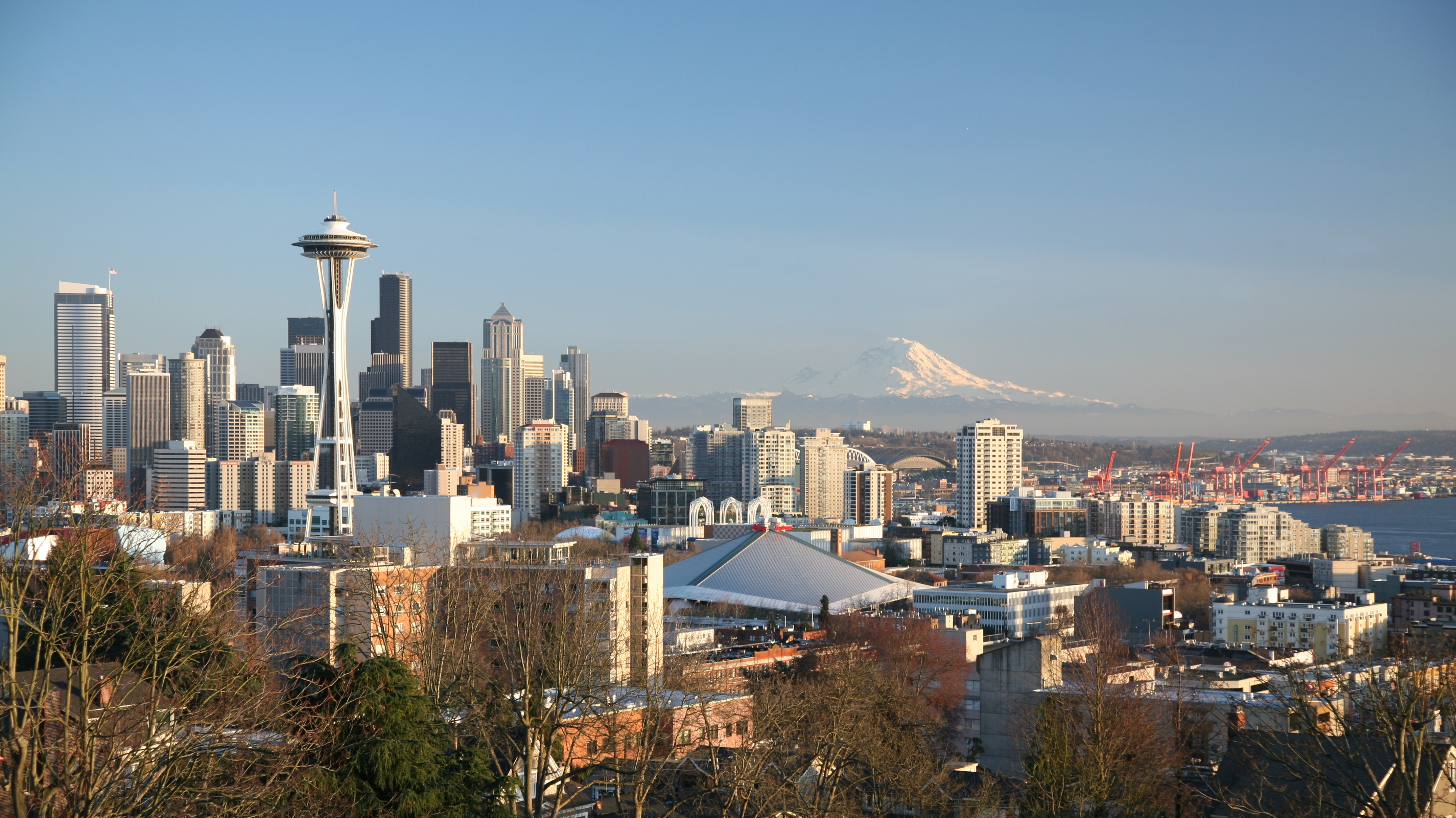
シアトル市街と
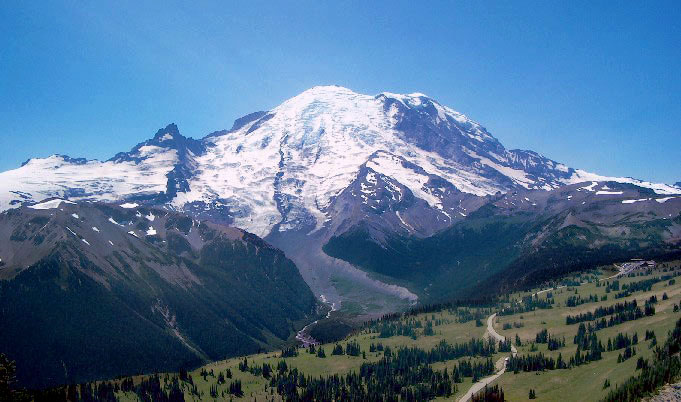
東北東から
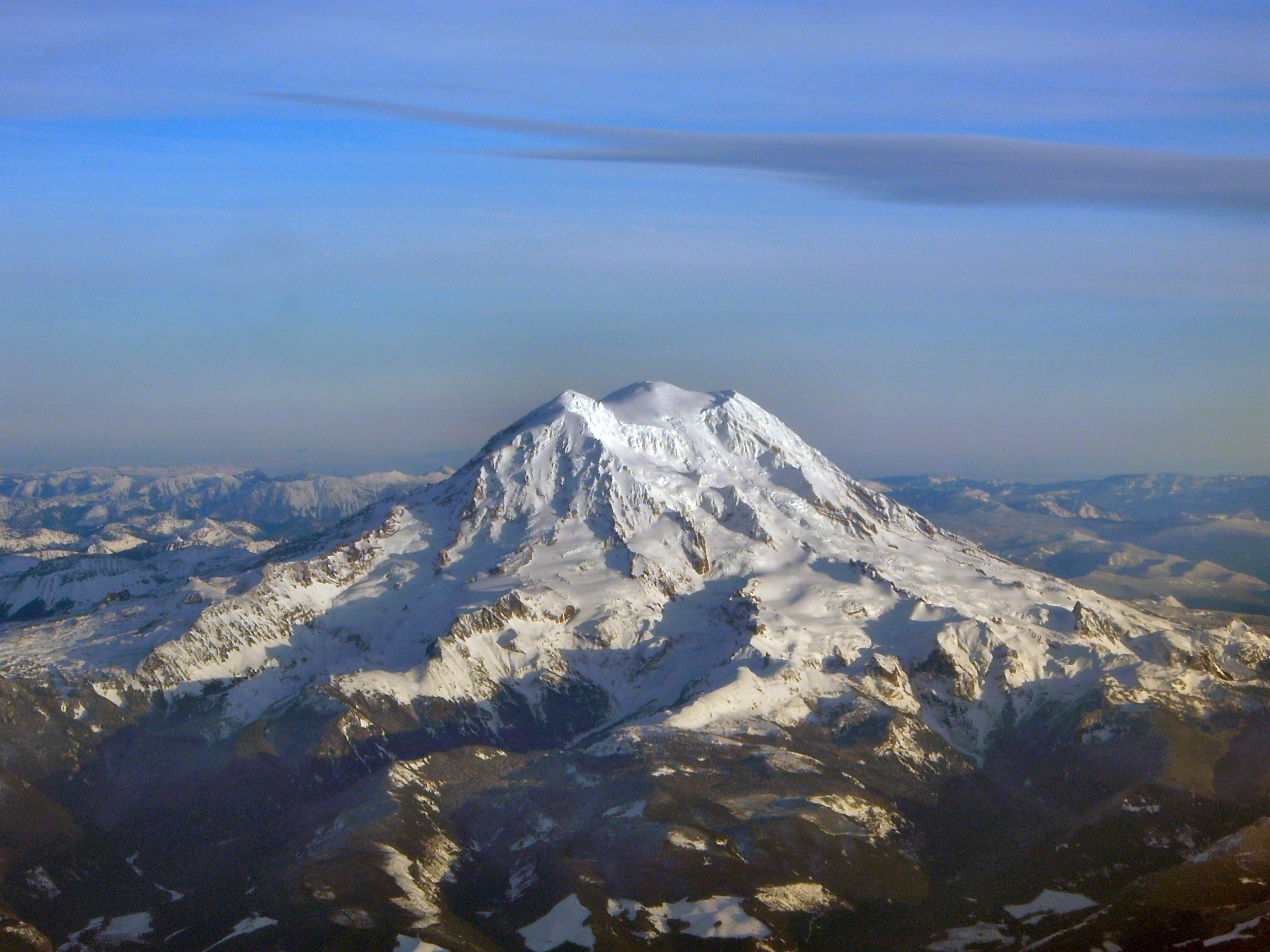
西から
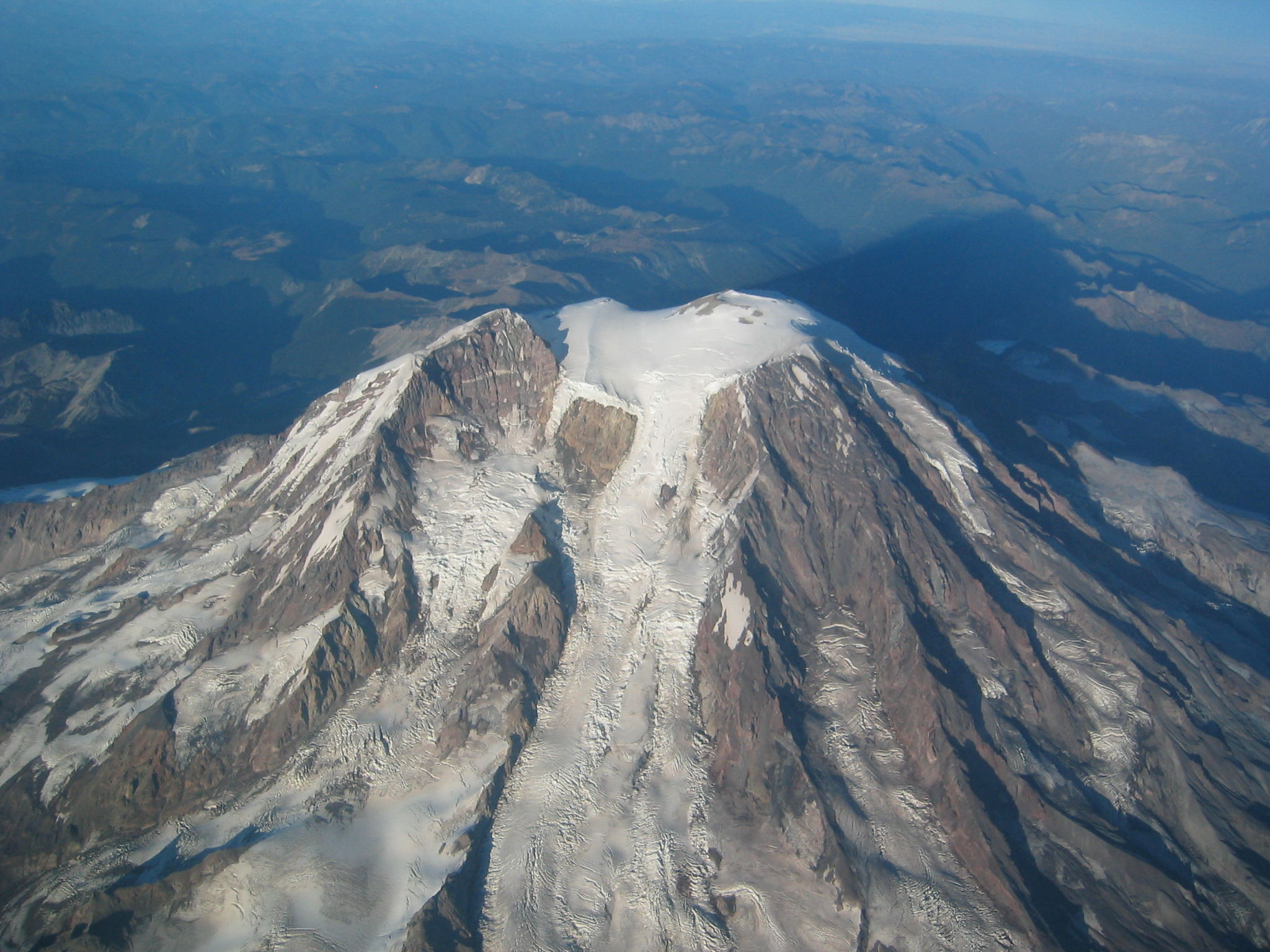
山頂部
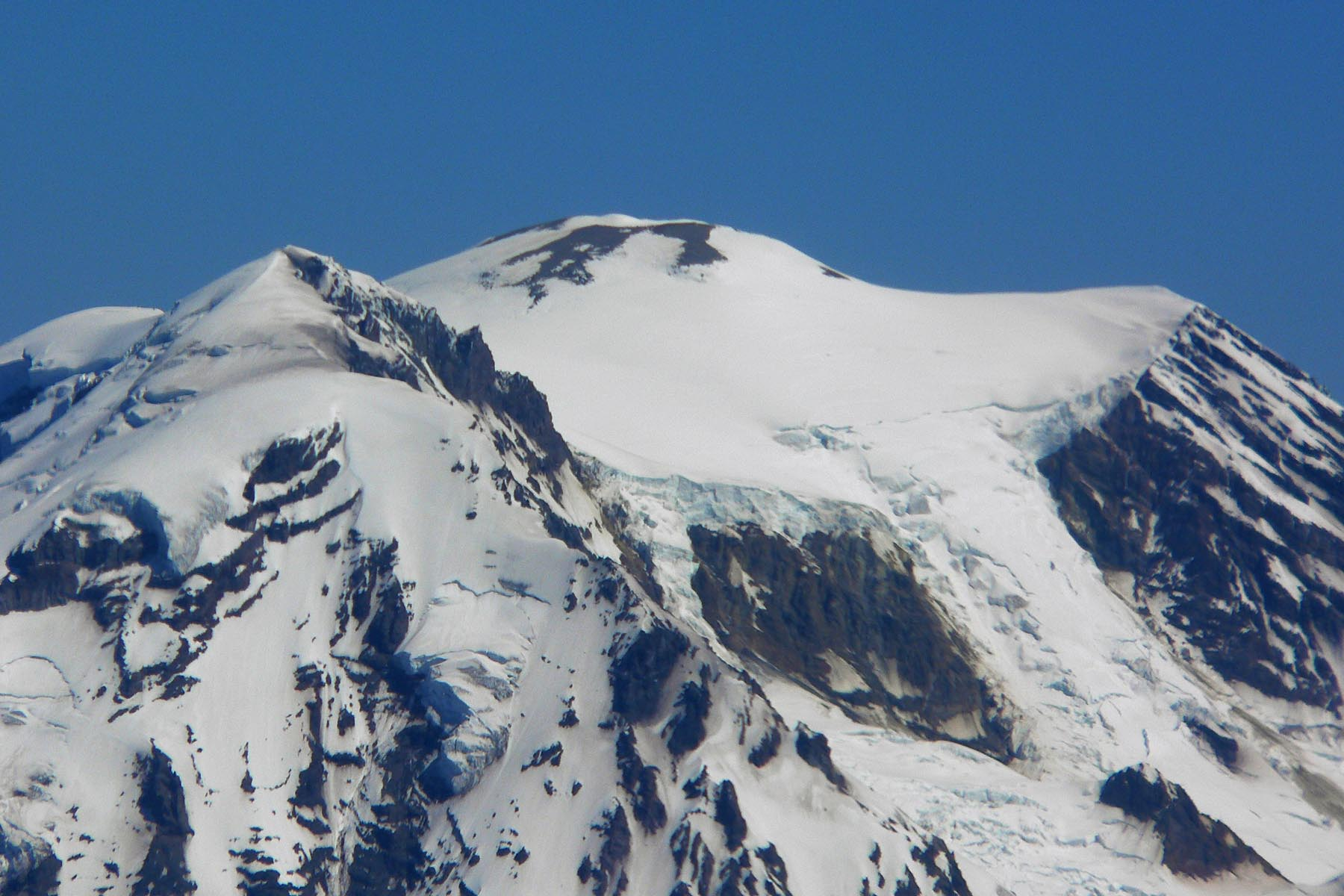
山頂部
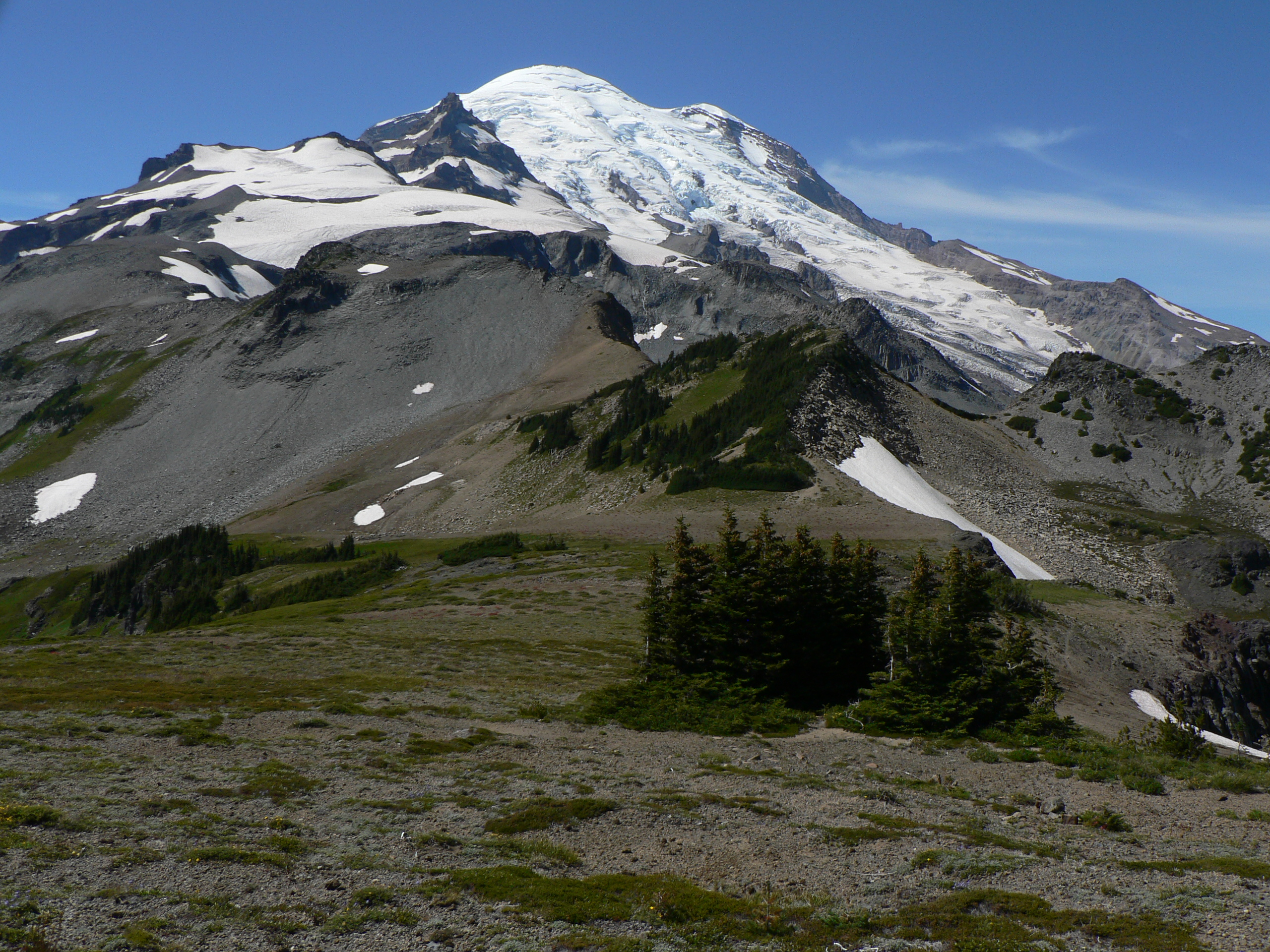
山腹から。山頂左下にリトルタコマ峰
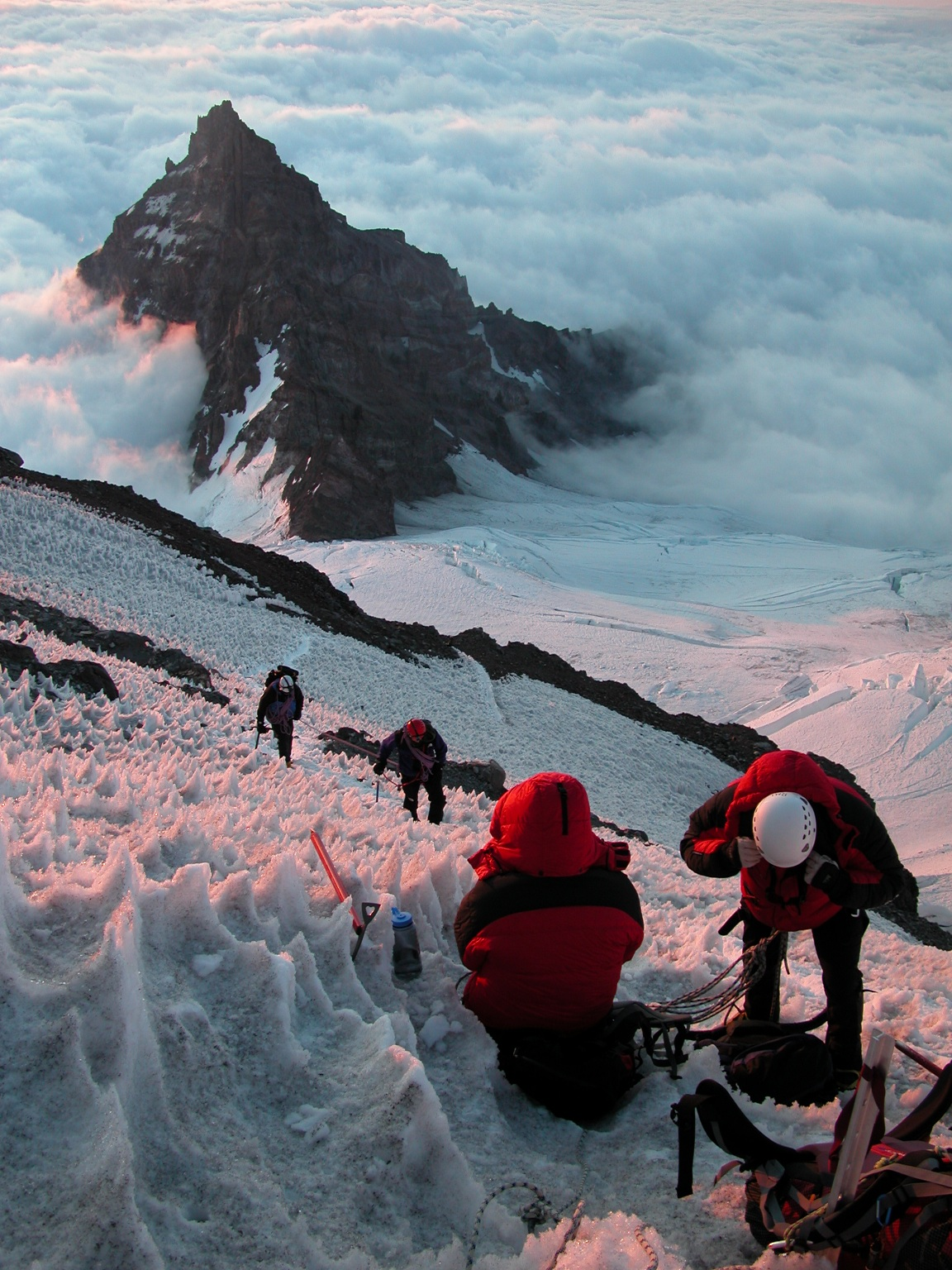
登山者。左上がリトルタコマ峰
ハザードマップ

## 森永乳業が販売するチルドカップ飲料ブランド
森永乳業が販売するマウントレーニアのブランド名はアメリカ合衆国のシアトルにあるレーニア山を由来とする。